# Asplenium × liberiense
Asplenium × liberiense là một loài dương xỉ trong họ Aspleniaceae. Loài này được G.Kunkel mô tả khoa học đầu tiên năm 1969.
Danh pháp khoa học của loài này chưa được làm sáng tỏ. 